# Järvevälja
Järvevälja este o arie protejată (arie specială de conservare — SAC, sit de importanță comunitară — SCI) din Estonia întinsă pe o suprafață de 318,3 ha, integral pe uscat.

## Localizare
Centrul sitului Järvevälja este situat la coordonatele 58°58′55″N 27°09′06″E / 58.9819°N 27.1516°E.

## Înființare
Situl Järvevälja a fost declarat sit de importanță comunitară în aprilie 2004 pentru a proteja un număr necunoscut de specii din flora spontană și fauna sălbatică aflate în arealul zonei. Situl a fost protejat și ca arie specială de conservare în august 2004.

## Biodiversitate
Situată în ecoregiunea boreală, aria protejată conține 4 habitate naturale: Dune împădurite din regiunile atlantică, continentală și boreală, Turbării active, Mlaștini turboase de tranziție și turbării mișcătoare, Mlaștini împădurite.
La baza desemnării sitului se află un număr nedeclarat de specii protejate.
Pe lângă speciile protejate, pe teritoriul sitului au mai fost identificate 2 specii de plante.